# Педостранґалія
Тонкошийка (Pedostrangalia Sokolov, 1897) — рід жуків з родини Скрипунових. 
В Україні розповсюджений один вид:
- Тонкошийка ошатна — Pedostrangalia revestita Linnaeus, 1767